# James Michael Ryan
James Michael Ryan OFM (auch Tiago Miguel Ryan; * 17. November 1912 in Chicago; † 12. Juli 2002 ebenda) war ein US-amerikanischer Ordensgeistlicher und römisch-katholischer Bischof von Santarém.

## Leben
Ryan trat der Ordensgemeinschaft der Franziskaner bei und empfing am 24. Juni 1938 die Priesterweihe.
Papst Pius XII. ernannte ihn am 31. Januar 1958 zum Prälaten von Santarém und Titularbischof von Margum. Der Pro-Präfekt der Congregatio de Propaganda Fide, Samuel Alphonse Kardinal Stritch, spendete ihm am 9. April desselben Jahres die Bischofsweihe; Mitkonsekratoren waren Alberto Gaudêncio Ramos, Erzbischof von Belém do Pará, und Henry Ambrose Pinger OFM, Altbischof von Zhoucun.
Er nahm an allen Sitzungsperioden des Zweiten Vatikanischen Konzils teil. Am 26. Mai 1978 verzichtete er im Zuge der neuen Vergaberichtlinien der römischen Kurie auf seinen Titularbischofssitz. Papst Johannes Paul II. erhob am 4. Dezember 1979 die Territorialprälatur zum Bistum und ernannte ihn zum ersten Bischof von Santarém. Von seinem Amt trat er am 27. November 1985 zurück. 